# 한유

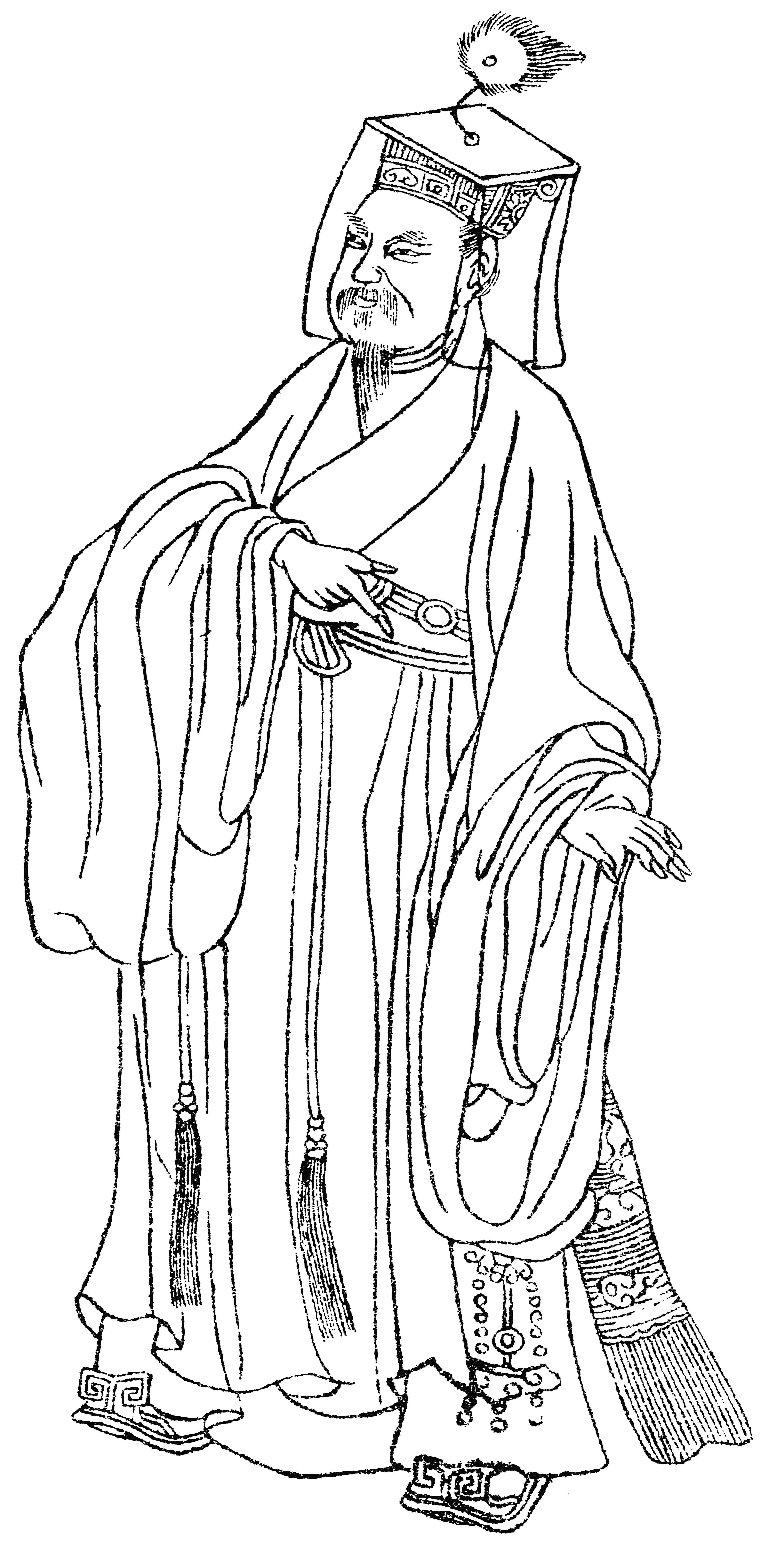
한유

한유(韓愈, 대력 3년(768년)~장경 4년(824년))는 중국 당(唐)을 대표하는 문장가 · 정치가 · 사상가이다. 당송 8대가(唐宋八大家)의 한 사람으로 자(字)는 퇴지(退之), 호는 창려(昌黎)이며 시호는 문공(文公)이다.
등주(鄧州) 하내군(河內郡) 남양(南陽, 지금의 하남 성 맹주 시) 출신이나, 그 자신은 창려(昌黎, 하북 성河北省) 출신으로 자처했다.

## 생애
한유는 태어난 지 얼마 안 되어 어머니를 잃었다. 3세에 아버지를, 14세에 형 한회(韓會)를 잃고 형수 정씨에 의해 길러졌다. 7세 때부터 독서를 시작한 한유는 13세에 문장에 재능을 보였다. 정원(貞元) 2년(786년)부터 장안에서 과거에 응시했으나, 이렇다 할 문벌도 뒷배경도 없었던 그는 세 번이나 낙방하고서 8년(792년)에 진사과에 합격하였다. 다시 이부시(吏部試)에 응시하였을 때에도 다시 세 번이나 낙방한 그는 정원 11년(795년) 세 번이나 재상에게 글을 올리고서야 가까스로 천거된다.
정원 12년(796년) 변주(汴州) 선무군(宣武軍)에서 난이 일어나자, 절도사 동진(董晉)을 따라 부임하여 관찰추관(觀察推官)을 맡아 지내는 동안에 시인 맹교(孟郊)와 서로 교유하였고, 이고(李翱), 장적(張籍)이 그 문하에 들었다. 동진이 죽은 뒤에는 무령절도사(武寧節度使) 장건봉(張建封) 휘하로 옮겨 절도추관(節度推官)이 되었다가, 장건봉이 죽은 뒤 낙읍(洛邑)으로 옮겨 살았다.
정원 17년(801년)에 국자감(國子監)의 사문박사(四門博士)가 되고, 이듬해 《사설(師說)》을 지었다. 19년(803년)에는 감찰어사(監察御史)가 되었는데, 이때 관중(關中)에서 대화재가 일어난다. 한유는 《어사대상론천한인기장(御史臺上論天旱人饑狀)》을 지어 당시의 경조윤(京兆尹) 이실(李實)의 폭정을 규탄하지만, 거꾸로 자신이 연주(連州) 양산현(陽山縣) 현령으로 좌천되고, 1년이 지나자 조카 노성(老成)을 잃었다. 이때 그가 지은 글이 《제십이랑문(祭十二郞文)》이다. 원화 6년(811년)에 국자박사(國子博士)가 되어 「진학해(進學解)」를 지었다. 당시의 재상 배도(裴度)는 이에 대한 치하로서 그를 예부낭중(禮部郎中)으로 삼았으며, 원화 10년(815년)에는 배도를 따라 회서절도사(淮西節度使) 오원제(吳元濟) 토벌에 공을 세워 형부시랑(刑部侍郞)이 되었으며, 이때 『평회서비(平淮西碑)』의 글을 짓는다.
원화 14년(819년) 정월, 독실한 불교 신자이기도 했던 헌종 황제는 당시 30년에 한 번 열리며 공양하면 복을 받는다고 하여 신앙을 모으고 있던 봉상(鳳翔, 지금의 섬서성陝西省) 법문사(法門寺)의 불사리가 헌종(憲宗)를 장안의 궁중으로 들여 공양하고자 하였다. 반불주의자인 그는 이듬해 「불골을 논하는 표(諫迎佛骨表)」를 헌종에게 올려 과거 양 무제(梁武帝)의 고사를 언급하며 "부처는 믿을 것이 못된다(佛不足信)"고 간언했고, 헌종은 대노하여 그를 사형에 처하려 했지만 재상 배도와 최군(崔羣)의 간언으로 사형을 면한 채 조주자사(潮州刺史, 조주는 지금의 광동 성)로 좌천당했다.
이듬해 헌종이 죽고 목종(穆宗)이 즉위하자 다시 중앙으로 소환되어 국자제주(國子祭酒＝대학 학장)에 임명되었다. 그 뒤 병부시랑(兵部侍郞), 이부시랑(吏部侍郞), 경조윤 겸 어사대부(御史大夫)의 직을 역임하였는데, 이부시랑으로 있었으므로 당시 사람들이 그를 「한이부(韓吏部)」로 불렀다고 한다. 57세에 병으로 죽었다.
사후 예부상서(禮部尙書)에 추증되었다. 송의 원풍(元豐) 연간에 창려백(昌黎伯)으로 추증되었다.

## 문장
한유의 문집으로는 《한창려집(韓昌黎集)》40권과 《외집(外集)》10권이 전하고 있다. 시인으로서 그는 새롭고 기이한 어구를 많이 쓰는 난해한 시풍이 특징으로, 평이하면서 통속적인 시풍을 특징으로 하던 백거이(白居易)에 맞서 중당(中唐) 시단(詩壇)의 한 흐름을 형성했으며, 맹교・장적・이하(李賀)・왕건(王建)・가도(賈島) 등「한문(韓門)의 제자」로 통칭하는 시인들을 배출하였다.
문장가로서의 최대 업적은 산문 문체의 개혁이다. 한유는 6조(六朝) 이래의 문단의 주류였던 대구(對句)와 음조(音調)를 중하게 여기는 병려체(騈儷體)에 대하여 수사주의에 치중해 있다며 비판하고, 한대(漢代) 이전의 자유스러운 형식을 표본으로 하는 고문(古文)을 주장하였다(고문부흥운동). 한유의 고문 운동을 지지했던 류종원(柳宗元)은 이후 한유와 함께 「한유(韓柳)」로 병칭되었다.
고문 부흥운동은 그의 사상적 기반이었던 유교(儒敎)의 부흥과도 표리를 이루는 것이었다. 특히 그의 사상 표명의 자유를 목적으로 하는 복고주의(復古主義)와 결부하여 추진되었다. 「원인(原人)」, 「원도(原道)」, 「원성(原性)」 등의 작품은 그러한 고문 부흥운동의 관점에서 쓴 것이다. 한유가 주장했던 배불론(排佛論)도 육조 시대부터 수당 시기에 이르기까지 주류를 이루던 숭불 경향을 배제하고 고대 중국의 유교가 가진 지위를 회복하자는 유교 부흥의 자세에서 나온 것으로, 그의 경향은 사후 수제자 이고(李翱)가 물려받았다.
이성적이고 감정을 억제하는 경향은 송대 이후의 지식인이 추종하는 바가 되었던 것 같다. 그가 주창한 고문은 중화민국 시대에 이르러 일상 용어와 일치하는 ‘백화문’이 쓰이기 시작할 때까지 중국 문장의 본보기가 되었다.

## 사상
사상가로서는 유교 중심주의를 강조하여, 불교·도교를 맹렬히 공격하였다. 당시 불교 승려의 특권에 반대하고 봉건적인 일상윤리·사회질서를 중시하였다. 주요 논문 〈5원(五原)〉 등에 나타난 비교적 조잡한 그의 논리는 후의 송의 정주학(程朱學)의 평가와 일치하지 않는다. 즉, 그것은 귀신을 믿는 중세적인 정명사상(正命思想)으로 군신부자의 신분질서와 동중서류(董仲舒流)의 3등급의 인성론(人性論)을 말한 것인데 그 자신은 맹자의 유심주의를 계승하는 것으로 의식하였다. 유종원(柳宗元), 유우석(劉禹錫) 등 동시대의 무신론과 대립한 속류의 합리주의적 사상이었다고 하겠다. 다만 송대의 신유학(新儒學)에 필수인 엄숙주의풍의 정통론은 그의 도통사상(道統思想)에 싹트고 있었다.
「원도(原道)」는 한유의 주요 논문이다. 원(原)이라 함은 물(物)의 본원이며 또 그의 근원을 찾는 일인데 본원의 도(道)의 탐구를 논술한 것이다. 한유는 한대부터 현재까지 도가 및 불교의 이단사상에 의해 유가의 정치원리나 사회도덕인 도(道)가 어지러워졌다고 생각하였다. 그리하여 그는 본원의 도에 의하여 인의(仁義)를 내용으로 하는 유교적인 사회·정치사상을 명확하게 하려고 하였다.그 논지는 도덕·인의의 정의(定義)에서 시작하여, 도가의 무정부적인 원시생활의 동경이라든가, 불교의 출세간적(出世間的)인 태도를 다같이 봉건사회의 군주신민(君主臣民)이나 부자(父子)의 신분과 사회질서를 파괴하는 것이라고 비판한다. 인의를 기조로 하는 유가적인 국가질서와 문화주의를 전한(前漢) 초에 성립된 《예기(禮記)》 〈대학(大學)〉편에 의거하여 서술하였고, 요순(堯舜)으로부터 공자, 맹자에 이르는 도통사상으로 정당성을 부여함으로써 송대의 신유학에 영향을 주었다. 한유는 이밖에 〈원성(原性)〉, 〈원귀(原鬼)〉, 〈원훼(原毀)〉의, 이른바 〈5원(五原)〉의 논문을 지어 각각 석로(釋老＝불교·도교)를 배척하고, 봉건전제의 국가권력을 옹호하였으나 그 논리가 치밀하지는 못했다. 한편 중국의 논문에 〈원(原)…〉의 형식이 유행한 것이 바로 한유의 〈5원〉에서 비롯됐다.

## 참고 문헌
- 이 문서에는 다음커뮤니케이션(현 카카오)에서 GFDL 또는 CC-SA 라이선스로 배포한 글로벌 세계대백과사전의 내용을 기초로 작성된 글이 포함되어 있습니다.